# اولان سول
اولان سول (انگلیسی: Olan Soule; ۲۸ فوریهٔ ۱۹۰۹ – ۱ فوریهٔ ۱۹۹۴) هنرپیشه اهل ایالات متحده آمریکا بود. وی بین سال‌های ۱۹۲۶ تا ۱۹۹۱ میلادی فعالیت می‌کرد.